# Aporcelaimus conicaudatus
Aporcelaimus conicaudatus is een rondwormensoort uit de familie van de Dorylaimidae. De wetenschappelijke naam van de soort is voor het eerst geldig gepubliceerd in 1953 door Altherr.